# René Houseman
Pour les articles homonymes, voir Houseman.
René Orlando Houseman, né le 19 juillet 1953 à La Banda (Santiago del Estero en Argentine) et mort le 22 mars 2018, est un joueur argentin de football.
Cet ailier droit remporte la Coupe du monde de 1978 avec l'équipe d'Argentine.

## Biographie
Révélé par le Defensores de Belgrano, René Houseman réalise la majeure partie de sa carrière à Huracán. Dribbleur remarquable, rapide et doué des deux pieds, le petit ailier (il mesure 1,65 m) réalise des débuts remarqués, et remporte pour sa première saison le championnat Metropolitano en 1973, et atteint les demi-finales de la Copa Libertadores en 1974,.
Il est dans les années 1970 régulièrement sélectionné en équipe d'Argentine, où il débute en 1973. Il est invité en décembre 1973 au sein de la sélection mondiale réunie par la FIFA pour le jubilé du Brésilien Garrincha. Il participe à 21 ans à la Coupe du monde de 1974, dont son équipe termine au 8e rang et durant laquelle il inscrit trois buts contre l'Italie, Haïti et l'Allemagne de l'Est. En 1978 il dispute et remporte le Mundial à domicile. Il marque contre le Pérou. Remplaçant au coup d'envoi de la finale face aux Pays-Bas, il entra en jeu à la 75e minute à la place d'Ortiz et participe à la prolongation victorieuse des Argentins (3-1 a. p.). Il compte au total douze apparitions et quatre buts en Coupe du monde. Il honore sa 53e et dernière sélection et 1979.
En 1980 il quitte Huracán et termine sa carrière en multipliant les piges, sans succès. Il joue tour à tour pour River Plate, à Buenos Aires, pour Colo Colo au Chili, pour l'AmaZulu FC en Afrique du Sud, pour Independiente et enfin Excursionistas (en) où il arrête sa carrière en 1985.
Il confesse par la suite l'alcoolisme qui a mis prématurément fin à sa carrière professionnelle.
Il meurt le 22 mars 2018 à l’âge de 64 ans d'un cancer du larynx. Il est le second des champions du Monde argentins de 1978 à disparaître après Rubén Galván (1952-2018) décédé quelques jours auparavant.

## Palmarès
Defensores de Belgrano
- Vainqueur du championnat de Primera C en 1972

 Club Atlético Huracán
- Vainqueur du championnat Metropolitano en 1973

 CA Independiente
- Vainqueur de la Copa Libertadores en 1984[réf. nécessaire]

 Argentine
- Vainqueur de la Coupe du monde 1978
- Vainqueur de la Copa Newton, Copa Felix Bogado, Copa Lipton en 1976
- Vainqueur de la Copa Ramon Castilla en 1976 et 1978

## Statistiques individuelles
René Houseman compte 53 sélections et 12 buts en équipe d'Argentine, entre 1973 et 1979. D'autres sources indiquent 55 sélections et 13 buts.
En club, Houseman compte au moins 349 matchs de championnat (pour 129 buts), et cinq apparitions (sans but) lors de compétitions continentales sud-américaines.
| Saison                 | Club                   | Matches | Buts |
| ---------------------- | ---------------------- | ------- | ---- |
| 1971-1972 & 1982       | Defensores de Belgrano | 38      | 16   |
| 1973-1980, 1981 & 1983 | Club Atlético Huracán  | 277     | 109  |
| 1981                   | CA River Plate         | 12      | 1    |
| 1982                   | Colo Colo              | 18      | 3    |
| 1983                   | AmaZulu Football Club  | ?       | ?    |
| 1984                   | Independiente          | 3       | 0    |
| 1985                   | Excursionistas (en)    | 1       | 0    |
| Total en championnat   | Total en championnat   | 349     | 129  |